# Горене Йелене
Горене Йелене (на словенски: Gorenje Jelenje) е село в Словения, регион Средна Словения, община Лития. Според Националната статистическа служба на Република Словения през 2015 г. селото има 10 жители.